# Jorgos Jermenis
Jeorjos (Jorgos) Jermenis, gr. Γεώργιος (Γιώργος) Γερμενής, znany również jako Kieadas, gr. Καιάδας (ur. 12 czerwca 1978 w Kefalinii) – grecki muzyk, kompozytor, wokalista, autor tekstów i multiinstrumentalista, a także polityk, członek organizacji nacjonalistycznej Złoty Świt.

## Życiorys
Jest synem Spyrosa Jermenisa, polityka Złotego Świtu, kandydata do greckiego parlamentu. Od drugiej połowy lat 90. prowadzi działalność artystyczną jako muzyk blackmetalowy. Grał w zespole Crucifiction, tworzył także projekt sygnowany własnym pseudonimem Kieadas. Od 1997 gra na gitarze basowej i śpiewa w formacji Naer Mataron. Z kolei od 2010 gra na perkusji w grupie Nekysia. Współpracował także z zespołem Gospel of Grief.
W wyborach parlamentarnych w maju 2012 uzyskał mandat posła do Parlamentu Hellenów z ramienia Złotego Świtu. Z powodzeniem ubiegał się o poselską reelekcję w kolejnych wyborach w czerwcu 2012, styczniu 2015 i wrześniu 2015.

## Kontrowersje
12 stycznia 2014 roku, wraz z kilkoma innymi politykami Złotego Świtu został skazany za kierowanie grupą przestępczą (dochodzenie sądu rozpoczęło się po zabójstwie lewicowego rapera Pawlosa Fyssasa dokonanego przez działaczy partii). 11 lipca 2015 roku, po upływie 18-miesięcznej kary, został zwolniony z aresztu.
W marcu 2018 roku Sąd Karny w Atenach uznał go winnym usiłowania uszkodzenia ciała Jorgosa Kaminisa, ówczesnego burmistrza Aten (ataku dokonał w 2013 roku, uderzył on wówczas 12-letnią dziewczynkę oraz próbował użyć broni by strzelić do Kaminisa). Został skazany na 4 miesiące pozbawienia wolności w zawieszeniu.